# Archiwum Zbigniewa Herberta w Bibliotece Narodowej

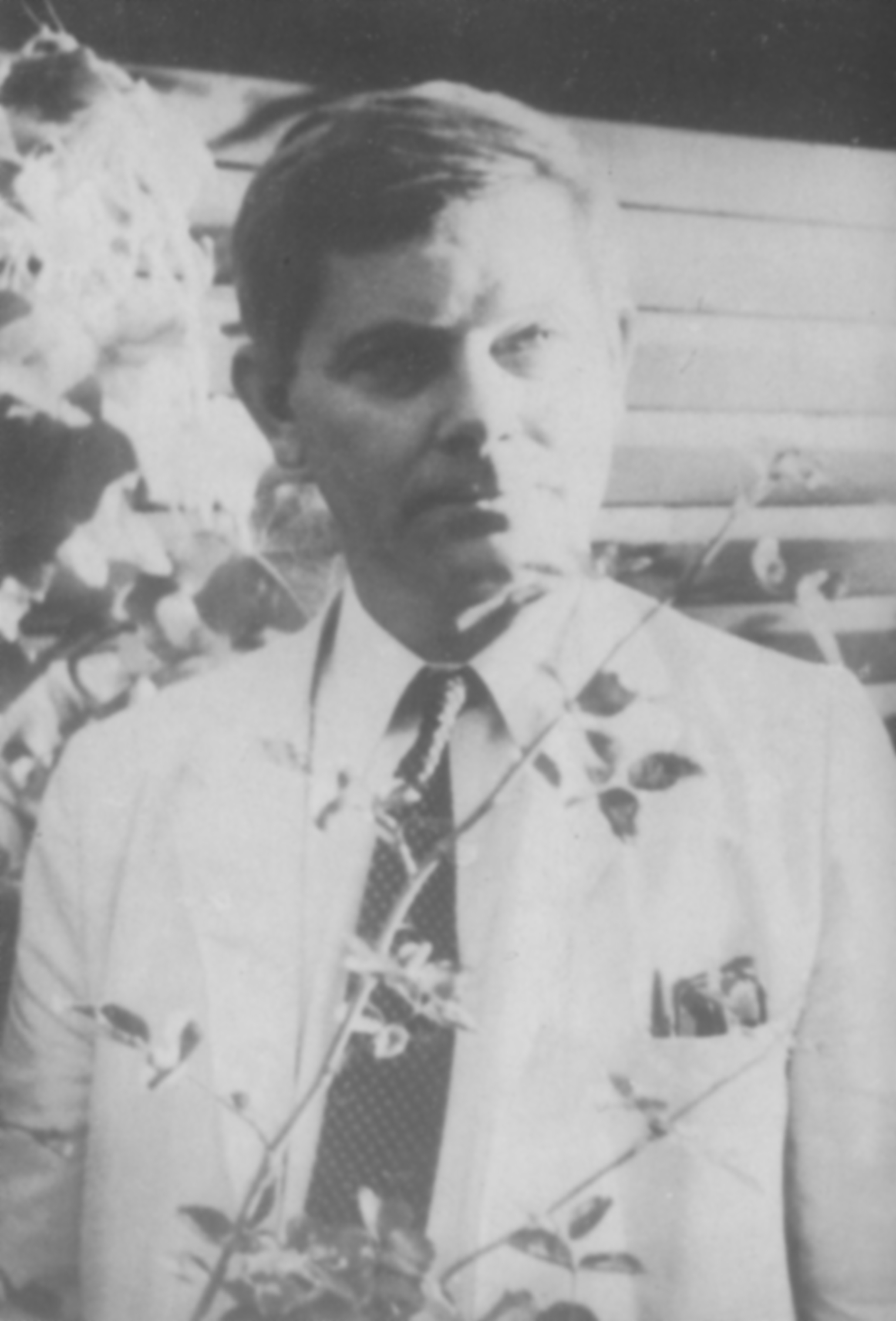
Zbigniew Herbert

Archiwum Zbigniewa Herberta w Bibliotece Narodowej – archiwum pisarza Zbigniewa Herberta przekazane Bibliotece Narodowej przez jego spadkobierczynie – Katarzynę Dzieduszycką-Herbert oraz Halinę Herbert-Żebrowską 11 grudnia 2006.

## Struktura zbiorów

### Rękopisy i maszynopisy
Część pierwsza archiwum to rękopisy, maszynopisy i kopie maszynopisów utworów poetyckich, eseistycznych, dramatycznych prozatorskich oraz publicystycznych autora Pana Cogito. W osobnych teczkach posegregowane zostały utwory, które znalazły się w poszczególnych zbiorach wierszy: Struna światła (1956), Hermes, pies i gwiazda] (1957), Studium przedmiotu (1961), Napis (1969), Pan Cogito (1974), Raport z oblężonego Miasta i inne wiersze (1983), Elegia na odejście (1990), Rovigo (1992), Epilog burzy (1998). Poeta słynął z formalnego perfekcjonizmu, czego dowodem, że każdy wiersz i każda proza poetycka ma po kilka lub kilkanaście wersji. W kilku teczkach sygnowanych jako „utwory poetyckie różne” znalazły się wiersze, których w większości autor za życia nie opublikował w zbiorach wierszy. Zostały one określone przez autora mianem: juweniliów, wierszy młodzieńczych oraz ineditów. Po śmierci autora część z tych wierszy ukazała się w opracowanym przez Ryszarda Krynickiego tomach Utwory rozproszone (Rekonesans) (2011) i Utwory rozproszone (Rekonesans 2) (2017).
Osobny segment to rękopisy szkiców i esejów, które złożyły się na książki: Barbarzyńca w ogrodzie (1962) oraz Martwa natura z wędzidłem (1993), a także na książki, jakie ukazały się dopiero po śmierci autora: Labirynt nad morzem (2000), Król mrówek (2001). Oprócz tego są tutaj materiały warsztatowe do planowanych szkicach o m.in. Rembrandcie, Jacques’u Louisie Davidzie, Vermeerze, a także o takich malarzach, jak: Altichiero, Masaccio, Peter Paul Rubens, wreszcie do planowanej książki Rok jagnięcia, powstającej podczas podróży poety po Hiszpanii, Niemczech i Izraelu.
Oprócz rękopisów oraz kopii maszynopisów sztuk teatralnych i słuchowisk radiowych, ogłoszonych przez autora najpierw na łamach czasopism literackich, takich jak: „Twórczość”, „Dialog” oraz „Więź”, a potem w zebranych w jednym tomie, takich jak: Jaskinia filozofów (1956), Drugi pokój (1958), Rekonstrukcja poety (1960), Lalek (1961) oraz Listy naszych czytelników (1972) w archiwum znajdują się rękopisy utworów niedokończonych lub zaniechanych takich jak: Baśń zimowa, Alibi, Trzy lekcje lustra, Maja, Przewodnik, Wieczny powrót, Bank Inferno, Złodziej cioci Józi, a także dokonana przez pisarza adaptacja sceniczna Kubusia Puchatka, powieści Alana Alexandra Milne’a na podstawie przekładu Ireny Tuwim. Część tę uzupełniają afisze i programy teatralne towarzyszące inscenizacjom, jakie miały miejsce na deskach najważniejszych polskich scen, np. w Starym Teatrze im. Heleny Modrzejewskiej oraz w Teatrze Rapsodycznym w Krakowie, w Teatrze Ateneum i w Dramatycznym w Warszawie, ale także w Gorzowie Wielkopolskim, Jeleniej Górze, Łodzi, Poznaniu, Szczecinie, Tarnowie.
Zbigniew Herbert z wielkim powodzeniem uprawiał publicystykę, zwłaszcza we wczesnym okresie twórczości. Teksty z tego gatunku – poświęcone literaturze i sztuce, publikowane na łamach prasy kulturalnej całego kraju – zostały uporządkowane w sześciu teczkach, podzielonych na lata: 1948–1952, 1955–1961, 1963, 1971–1972, 1991–1996 i 1997–1998. Większość z tych utworów ukazała się w roku 2001 w tomie Węzeł gordyjski oraz inne pisma rozproszone 1948-1998 w opracowaniu Pawła Kądzieli.
W cieniu poezji i dramaturgii Herberta pozostaje twórczość przekładowa, ale pozostawił on po sobie tłumaczenia poezji z języków angielskiego, francuskiego i niemieckiego, w tym takich autorów, jak np. Sylvia Plath, Pierre Emmanuel, André Frénaud, Valery Larbaud, Rainer Maria Rilke czy Georg Trakl, a nawet studiów György Lukácsa. Sąsiadują z nimi przekłady utworów Zbigniewa Herberta na języki obce, dokonane przez m.in. Johna i Bogdanę Carpenterów, Charlesa S. Kraszewskiego, Konstantego Aleksandra Jeleńskiego, Jacquesa Burko, Klausa Staemmlera, Oskara Jana Tauschinskiego.
- Zbigniew Herbert uprawiał dla własnych potrzeb rysunek i grafikę. Pozostawił po sobie kilkadziesiąt blisko trzysta teczek szkicowników, w którym znalazły się rysunki, jakie wykonywał w trakcie licznych podróży po Polsce, po Europie i Ameryce[7]. Oprócz prac wykonanych ołówkiem, długopisem, flamastrem i tuszem, pozostawił po sobie także akwarele. Tematem tych prac jest przede wszystkim architektura. Oprócz szkicowników zostawił po sobie zgromadzonych w około dwustu teczkach notatniki, w których zapisywał refleksje na temat czytanych książek, oglądanych wystaw, zwiedzanych muzeów[8].

### Korespondencja
Druga część archiwum to zgromadzona w blisko dziewięćdziesięciu teczkach korespondencja do Zbigniewa Herberta od kilkunastu tysięcy nadawców. Wśród respondentów pisarza luminarze literatury i kultury, jego wieloletni przyjaciele: Stanisław Barańczak, Tadeusz Chrzanowski, Magdalena i Zbigniew Czajkowscy, Maria i Józef Czapscy, Izydora Dąmbska, Karl Dedecius, Sybille von Eicke, Leszek Elektorowicz, Henryk Elzenberg, Jerzy Giedroyc, György Gömöri, Gustaw Herling-Grudziński, Zofia i Zygmunt Hertzowie, Ted Hughes, Konstanty Aleksander Jeleński, Wojciech Karpiński, Andrzej Kijowski, Piotr Kłoczowski, Jacek Łukasiewicz, Pietro Marchesani, Artur Międzyrzecki i Julia Hartwig, Czesław Miłosz, Marek Skwarnicki, Wisława Szymborska, Leopold Tyrmand, Petar Vujičić, Janina i Wiktor Woroszylski, Adam Zagajewski i Jerzy Zawieyski. Część tej korespondencji została po śmierci poety opublikowana w książkach.

### Dokumenty
Trzecia ważna część archiwum to zbiór dokumentów osobistych i rodzinnych, w tym z okresu II wojny światowej, z okresu studiów w Krakowie i w Toruniu, dotyczących pracy m.in. w redakcji miesięcznika „Poezja”. W poszczególnych teczkach posegregowano materiały dotyczące spraw finansowych, mieszkaniowych, a nawet zdrowotnych pisarza. Część tę uzupełnia zbiór kalendarzy, poczynając od roku 1950.
Zbigniew Herbert należał do pisarzy docenionych zarówno w kraju, jak i za granicą. Stąd w archiwum liczne dyplomy przyznawanych mu nagród, m.in. Nagrody im. Mikołaja Sępa-Szarzyńskiego z 1984, Nagrody im. Jana Parandowskiego z 1990, Nagroda im. Kazimierza Wyki z 1993, a także im, Mikołaja Lenaua (1965), im. Gotfrieda Herdera (1973), im. Francesca Petrarki (1979), im. Gábora Bethlena (1987), Jerozolimy (1991), Vilenicy (1991), im. Eliota (1995) czy miasta Münster (1997). Całość uzupełnia zgromadzony w pięćdziesięciu teczkach zbiór fotografii.
Szczegółowy spis dokumentów został zamieszczony w wydanej w 2008 roku przez Bibliotekę Narodową książce Archiwum Zbigniewa Herberta w opracowaniu Henryka Citki.

## Opracowania
Monografię archiwum Zbigniewa Herberta opracował zespół pod kierunkiem dr hab. Mateusza Antoniuka w ramach grantu Archiwum Zbigniewa Herberta – studia nad dokumentacją procesu twórczego (Wydział Polonistyki UJ, 2014-2017, Narodowy Program Rozwoju Humanistyki, 11H 13 0167 82). 
Pracownia Zbigniewa Herberta. Studia nad procesem tekstotwórczym, red. M. Antoniuk, Kraków: Wydawnictwo Uniwersytetu Jagiellońskiego 2017, ISBN 978-83-233-4255-7.
Książka zawiera m.in. artykuły:
- Mateusz Antoniuk, Proces tekstotwórczy jako najpiękniejszy przedmiot, którego nie ma
- Henryk Citko, "Dość dokładny wgląd w życie zmagającego się z losem literata". Archiwum Zbigniewa Herberta - historia i ogólna charakterystyka
- Mateusz Antoniuk, Ożywianie pracowni
- Mateusz Antoniuk, Są dwie jesienie... Historia poematu "Jesień warszawska 54"
- Tomasz Cieślak-Sokołowski, "Rozpinanie wielkiej paraboli". O pisaniu wiersza "Rodzina Nepenthes"
- Mateusz Antoniuk, Historia jednego tomu. O powstawaniu książki "Pan Cogito"
- Wojciech Gruchała, Przerwany szkic. O powstawaniu "Lekcji łaciny"
- Karina Jarzyńska, Powstawanie "Roku Jagnięcia" - między życiem a tekstem
- Agnieszka Kluba, "David, czyli artysta w ciekawych czasach". Praca nad esejem o malarstwie i poezji
- Maria Kalinowska, Nie tylko "Labirynt nad morzem..." Grecka podróż Zbigniewa Herberta i jej ślady w archiwum pisarza
- Anna R. Burzyńska, Praca na rzeczywistości. Ślady dokumentalności w procesie twórczym "Lalka"
- Mateusz Antoniuk, Między intencją a realizacją. Powstawanie dramatu "Baśń zimowa"
- Anna R. Burzyńska, "Pomysł w kształcie trójkąta", czyli "Trzy lekcje lustra"
- Anna R. Burzyńska, Przekład jako dialog. Herbert tłumaczy Rilkego
- Agnieszka Kluba, Przekład jako studium. Herbert tłumaczy Eliota
- Eliza Kącka, Czytanie filozofów. Praca notowania jako współmyślenie
- Agnieszka Kluba, Czytanie poezji, pisanie o poezji. Praca notowania i literacka samoświadomość Zbigniewa Herberta
- Mateusz Antoniuk, Herbert i marginesy Miłosza. Czytanie tomu "Na brzegu rzeki"